# Monts des Brumes
Ne doit pas être confondu avec Mont des Brumes.
Les monts des Brumes sont des montagnes situées sur la Grande Terre des îles Kerguelen dans les Terres australes et antarctiques françaises (TAAF).

## Toponymie
Les monts doivent leur nom – attribué en 1966 par la commission de toponymie des îles Kerguelen – à la présence quasi permanente de nuages et de brumes sur leur relief.

## Géographie
Les monts des Brumes sont situés à l'ouest des Kerguelen et au sud-ouest de la péninsule Loranchet, où ils surplombent la baie de Bénodet au sud. Culminants à 829 m, ils dominent également le lac de l'Écubier sur leur versant sud et le lac Perdu sur leur versant nord, qu'ils alimentent par la fonte de leurs neiges et de ruissellement. Ils se terminent à l'ouest, dans l'océan Indien, par le cap du Gaillard.